# Parafia św. Wojciecha w Niedźwiedziu
Parafia świętego Wojciecha w Niedźwiedziu – parafia rzymskokatolicka, znajdująca się w diecezji kieleckiej, w dekanacie słomnickim.